# Ноббс, Кит
Кит Ноббс (англ. Keith Nobbs; род. 9 апреля 1979, Чикаго, Иллинойс, США) — американский актёр кино, телевидения и театра, наиболее известный по роли в телесериале «Братья Доннелли». Сыграл множество театральных ролей, в том числе и на Бродвее.

## Биография
Китт Ноббс родился 9 апреля 1971 года в Чикаго. В 1998 году после окончания «Высшей школы Фиорелло Ла Гуардиа» Ноббс начал работать актёром в театре в постановке «Глупые дети» режиссёра Майкла Майера. Его дебютом на Бродвее была роль в постановке «Лев зимой», главные роли в котором играли Лоренс Фишберн и Стокард Чэннинг. Другие известные нью-йоркские выступления на сцене включали Hope Is the Thing With Feathers, Fuddy Meers, Free to Be… You and Me, Dublin Carol, The Hasty Heart и мировую премьеру Romance (англ.) Дэвида Мэмета.
В 2002 году за игру в Four Ноббс был номинирован на премию «Драма Деск» за лучшее исполнение главной роли в театре и выиграл премию Lucille Lortel Awards. Он является членом общества The Drama Department и сообщества артистов театра Vineyard. Одно из его последних появлений было в Dog Sees God: Confessions of a Teenage Blockhead (англ.), а также он появляется с Дэном Лория и Джудит Лайт в бродвейской постановке Lombardi (англ.).
На телевидении Ноббс появлялся в эпизодических ролях в телесериалах «Полицейские под прикрытием», «Клан Сопрано», «Закон и порядок» и «Закон и порядок: Преступное намерение». Он играл в фильмах «Наперекосяк», «Телефонная будка», «25-й час», «Семейные ценности», а также в малобюджетных фильмах «Я отомщу тебе, Яго!» и «Вознаграждение». В 2007 году Ноббс получил главную роль в телесериале «Братья Доннелли». Он сыграл главную роль в фильме «В поисках» и сериале «Тихий океан» телеканала HBO.

## Фильмография
| Год       |    | Русское название                      | Оригинальное название             | Роль                                     |
| --------- | -- | ------------------------------------- | --------------------------------- | ---------------------------------------- |
| 1998      | с  | Полицейские под прикрытием            | New York Undercover               | Билли                                    |
| 1999      | с  | Клан Сопрано                          | The Sopranos                      | студент Боудина                          |
| 2001—2003 | с  | Закон и порядок                       | Law & Order                       | сержант Джордж Мичэм / Эван Тарио / Адам |
| 2001      | ф  | Наперекосяк                           | Double Whammy                     | Дьюк                                     |
| 2002      | ф  | Телефонная будка                      | Phone Booth                       | Адам                                     |
| 2002      | ф  | 25-й час                              | 25th Hour                         | Люк                                      |
| 2003      | ф  | Семейные ценности                     | It Runs in the Family             | Стэйн                                    |
| 2005      | ф  | Я отомщу тебе, Яго!                   | I Will Avenge You, Iago!          | зритель                                  |
| 2006      | ф  | Вознаграждение                        | Premium                           | Дерик                                    |
| 2006      | с  | Закон и порядок: Преступное намерение | Law & Order: Criminal Intent      | Кевин Коулмар                            |
| 2007      | с  | Братья Доннелли                       | The Black Donnellys               | Джо Айс Крим                             |
| 2009      | ф  | В поисках                             | InSearchOf                        | Энди Гросс                               |
| 2009      | с  | Грань                                 | Fringe                            | Карл Басслер                             |
| 2009      | с  | 4исла                                 | Numb3rs                           | Ральф                                    |
| 2009      | с  | Пациенты                              | In Treatment                      | Или                                      |
| 2009      | с  | Закон и порядок: Специальный корпус   | Law & Order: Special Victims Unit | Эд                                       |
| 2010      | с  | Тихий океан                           | The Pacific                       | рядовой Уилбур «Бегун» Конли             |
| 2010      | с  | В простом виде                        | In Plain Sight                    | Чарли Коннор                             |
| 2010      | ф  | Слабость                              | Weakness                          | Пит                                      |
| 2011      | ф  | Дипломат                              | The Briefcase                     | Дан                                      |
| 2011      | с  | В поле зрения                         | Person of Interest                | Страуб                                   |
| 2013      | тф | Главный бой Мухаммеда Али             | Muhammad Ali's Greatest Fight     | секретарь Уильяма О. Дугласа             |
| 2013      | ф  | Плохие парни                          | The Bad Guys                      | Джесси                                   |
| 2015      | с  | Общественная мораль                   | Public Morals                     | Пэт Даффи                                |